# Barleria oenotheroides
Barleria oenotheroides là một loài thực vật có hoa trong họ Ô rô. Loài này được Dum.Cours. mô tả khoa học đầu tiên năm 1814.

## Hình ảnh

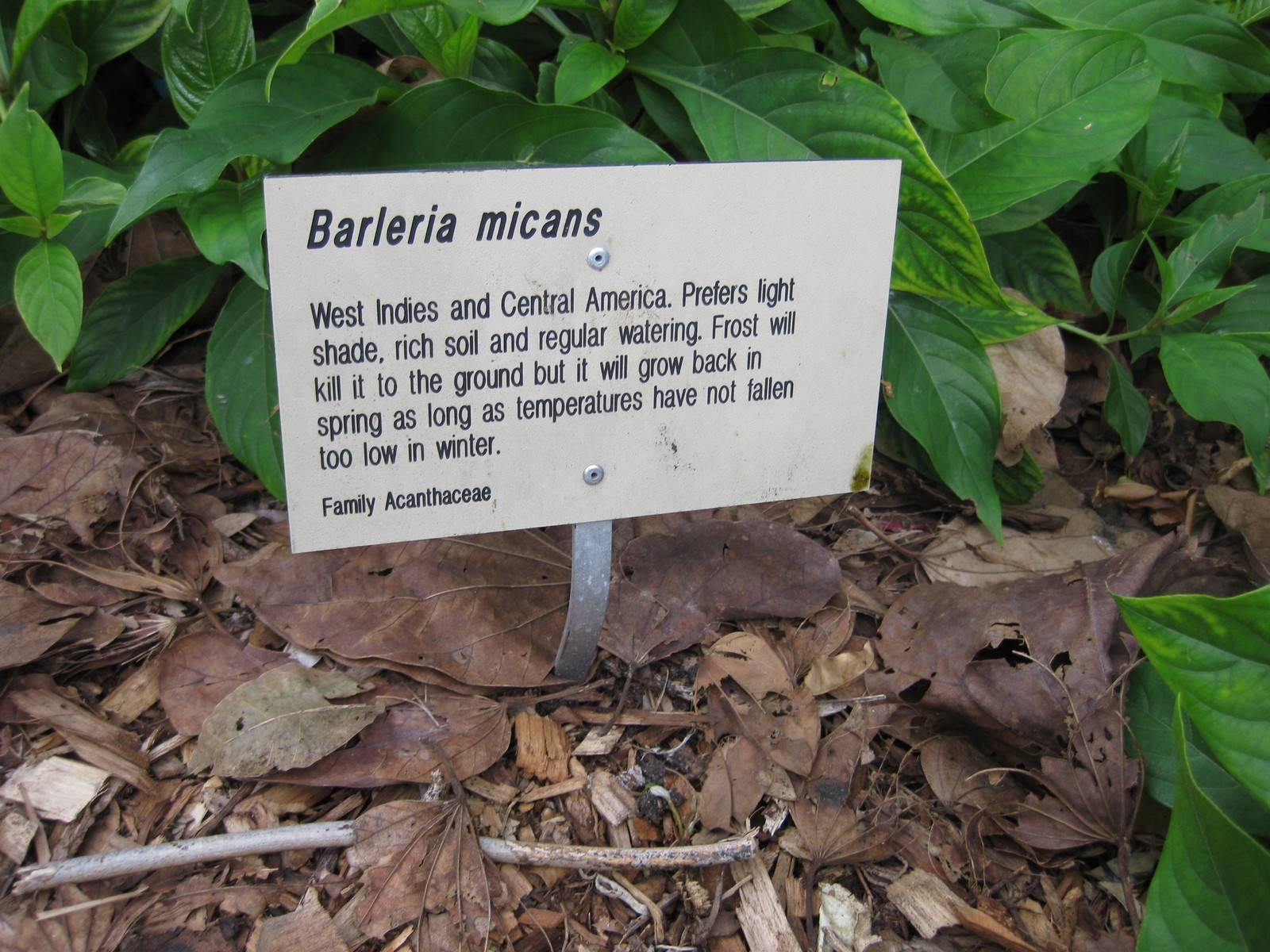